# Дипилонске вазе
Дипилонске вазе су монументалне вазе млађег геометријског стила, које су служиле као жртвеник за изливање течих жртава и као надгробни споменик. Име су добиле по дипилонској капији у Атини, где су и пронађене.
Вазе су осликане мотивима из свакодневног живота, везаним за култ мртвих у хоризонталном низу око целе вазе. Људска фигура је стилизована, приказана је као два троугла, постављених један на други теменом. Глава је јајаста, нос изражен, а остали детаљи лица нису приказани.
Композиције које се јављају су оплакивање (лат. threnos), излагање (лат. prothesis) и изношење покојника (лат. ekfora).
На појединим дипилонским вазама приказане су сцене из поморских битака.

## Галерија
- Детаљ процеције
- Дипилонска ваза(око 750. године п. н. е.)
- Детаљ - приказ ратника